# Сандгіллс
Сандгіллс (англ. Sandhills, буквально — «Піщані пагорби»), або Санд-Гіллс — горбистий регіон в центральній частині США, на півночі центральної Небраски та на крайньому півдні Південної Дакоти. Він охоплює близько чверті території штату Небраска. Ландшафт регіону представлений мішаними преріями, що ростуть на стабілізованих піщаних дюнах. У 1984 році ці дюни були визнані Національною природною пам'яткою США. Всесвітній фонд дикої природи виділяє пагорби Сандгіллс у окремий неарктичний екорегіон помірних луків, саван і чагарників — Мішані прерії Піщаних пагорбів Небраски (ідентифікатор WWF: NA0809). Агенція з охорони довкілля США також визначає Сандгіллс як окремий екорегіон.

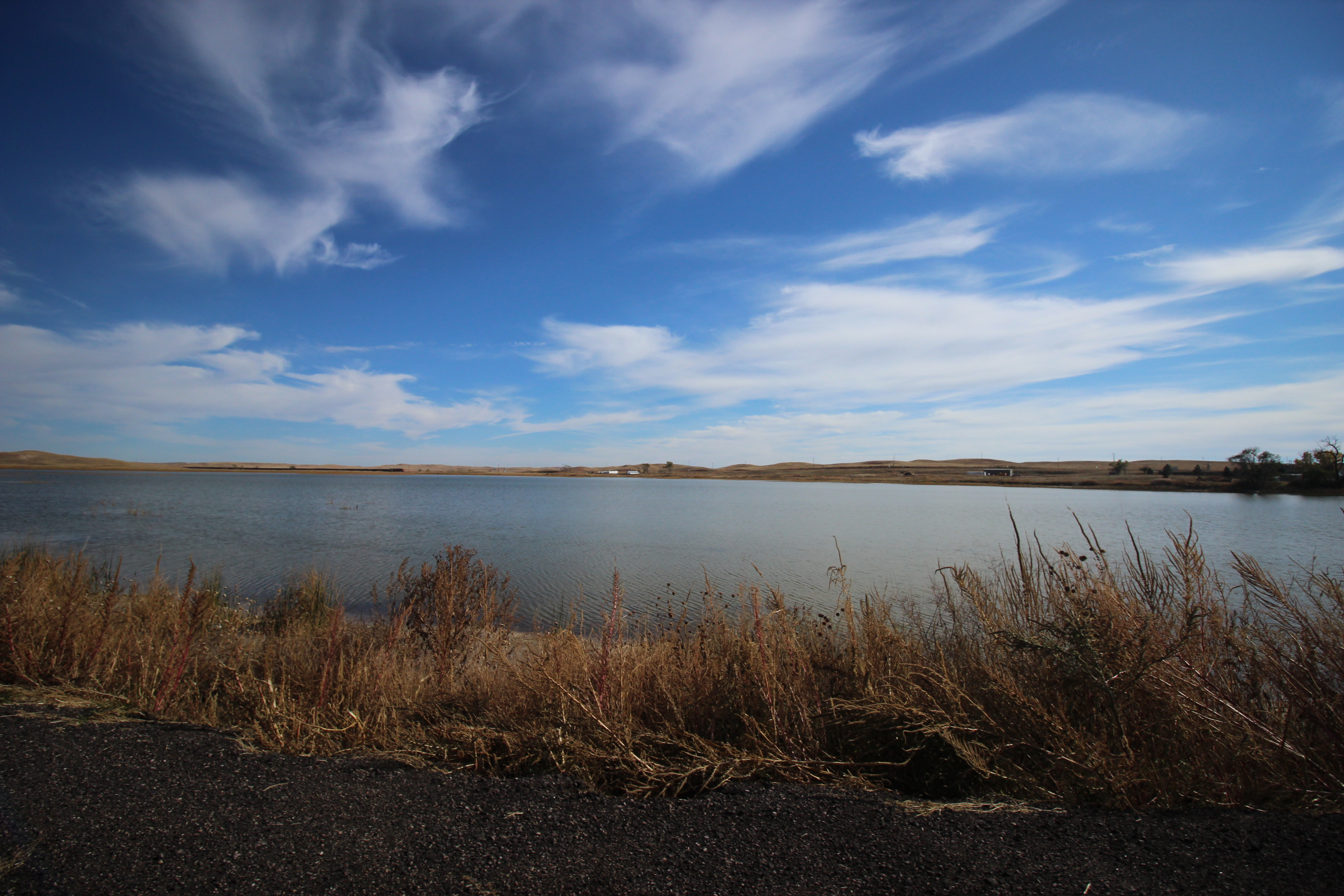
Озеро в регіоні Сандгіллс

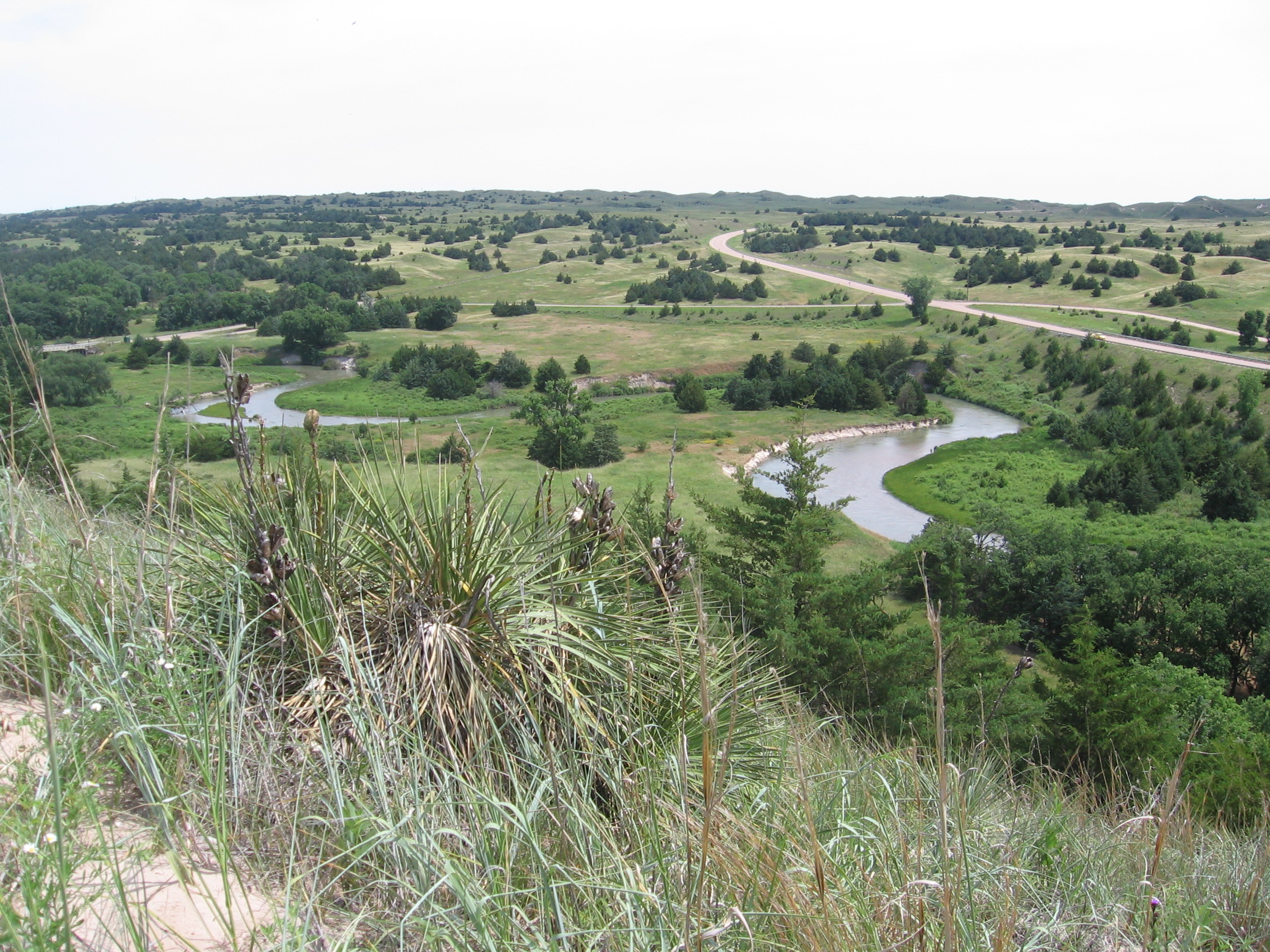
Річка Дісмал (річка) в окрузі Томас

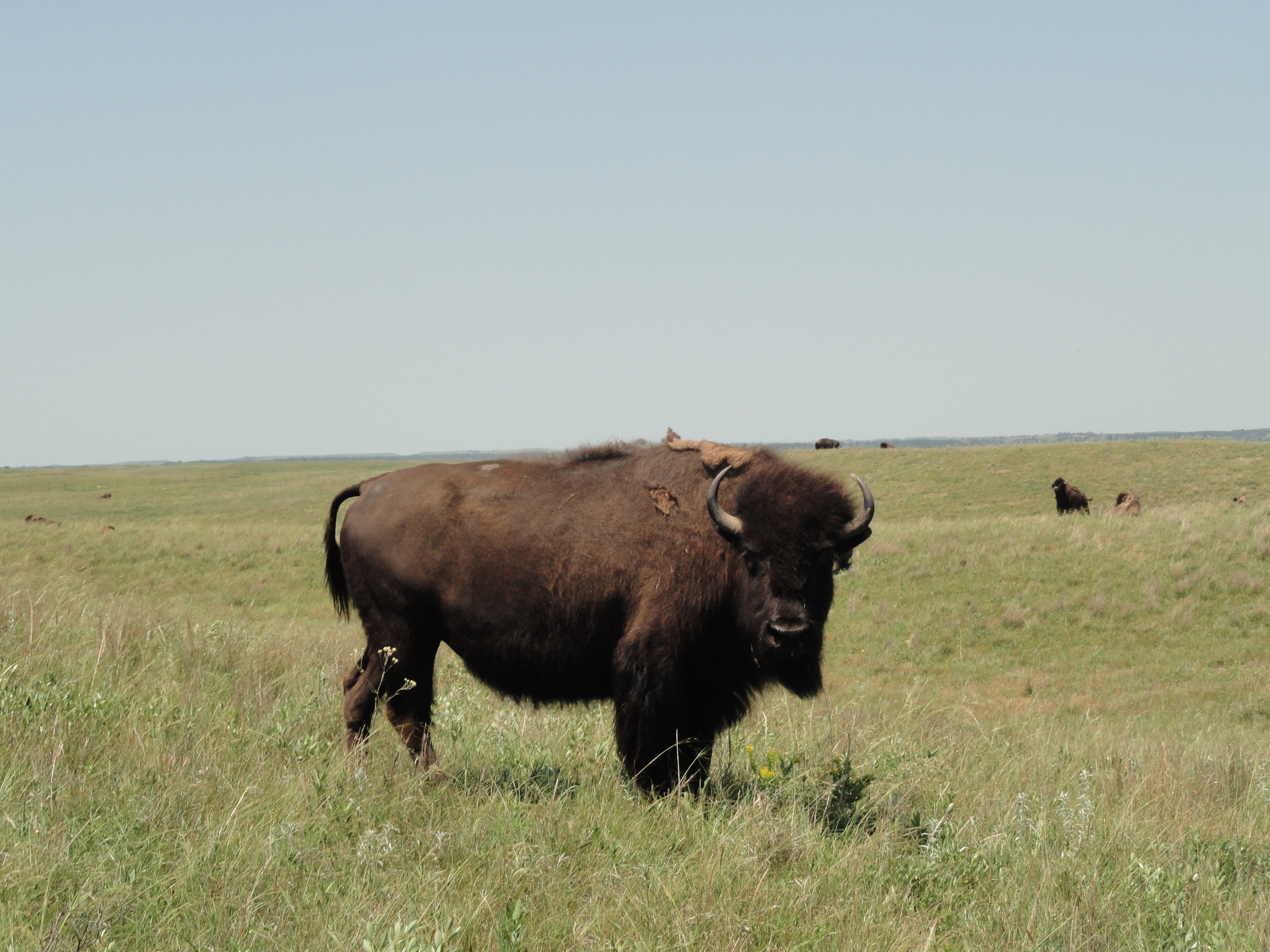
Американський бізон у преріях регіону

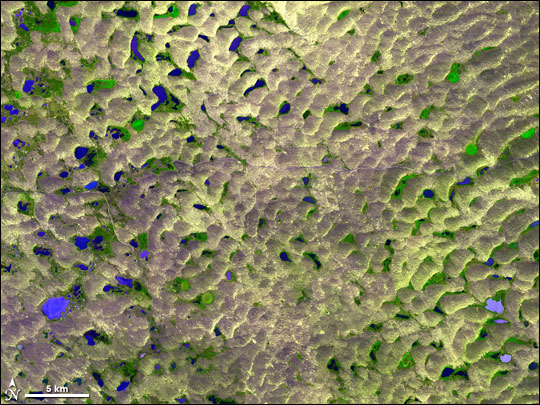
Вид на Піщані пагорби Небраски з космосу (вересень 2001 року)

## Географія
Екорегіон мішаних прерій Піщаних пагорбів Небраски є найменшим екорегіоном Великих рівнин. Залежно від визначення, його площа коливається від 50 760 км² до 61 100 км². Водночас, цей регіон є найбільшим скупченням піщаних дюн у всій Західній півкулі. Висота дюн у регіоні Сандгіллс може перевищувати 100 м, а середня висота над рівнем моря самого регіону приблизно коливається від 550 м на сході до 1100 м на заході.
Пісок, що утворив Піщані пагорби Небраски, був відкладений стародавніми річками, що стікали зі Скелястих гір, у періоди плейстоцену та голоцену. Північна частина регіону переважно лежить у басейні річки Ніобрара, яка є притокою Міссурі, а південна частина — у басейні річки Луп, яка є притокою Платту, та у басейні самого Платту. На заході регіону переважають численні невеликі басейни внутрішнього стоку. Ґрунти регіону представлені ентісолями.
Під час сильних посух, які траплялися багато разів за останні 15 000 років, дюни регіону стають активними. Востаннє це відбулося під час Середньовічного кліматичного оптимуму, що тривав між 900 та 1300 рр. н.е., а до цього — під час голоценового кліматичного оптимуму 9000-5000 років тому.
Сандгіллс лежить над масивним водоносним горизонтом Великих рівнин, також відомим як водоносний горизонт Огаллала. У долинах між стабілізованими травою дюнами зустрічаються численні мілкі озера, які живляться підземними водами та допомагають поповнювати водоносний горизонт під час дощів та танення снігу. Оскільки клімат регіону характеризується низькою вологістю та високою швидкістю випаровування, опадів недостатньо для постійного існування цих озер і ставків, і частина з них періодично пересихає. Випаровування води з цих водно-болотних угідь приносить користь прилеглій рослинності у преріях під час посухи. Однак коли посухи сильні та тривалі, рівень ґрунтових вод падає, рослинність відмирає, а дюни знову стають активними.
Більшість озер Сандгіллсу лежать у північній частині округу Гарден. Вони мають переважно піщане дно, у деяких з них водиться багато риби, а у деяких лужних озерах — кілька видів ластоногих креветок. Люди рідко використовують ці озера для напування худоби, оскільки вода у більшості з них неглибока, тепла, солонувата та каламутна. Крім того, деякі озера містять сипучі піски, у яких худоба може застрягти.
На північ від регіону Сандгіллс поширені північні низькотравні прерії, на захід — західні низькотравні прерії, на схід — північні мішані прерії, а на південний схід — центральні та південні мішані прерії.

## Клімат
В межах екорегіону переважає вологий континентальний клімат (Dfa або Dwa за класифікацією кліматів Кеппена), який характеризується теплим літом та холодною зимою. Середньорічна температура тут становить 10 °C, середня літня температура — 24 °C, а середня зимова температура — -7 °C. Безморозний період триває 130-155 днів. Середньорічна кількість опадів коливається від 425 мм на заході до 625 мм на сході. 
Палеокліматичні дослідження регіону та комп'ютерне моделювання показали, що піщані дюни в регіоні Сандгіллс були активні під час Середньовічного кліматичного оптимуму, коли температура в регіоні Північної Атлантики була приблизно на 1 °C вищою, ніж зараз. Ландшафт регіону тоді був представлений чагарниковою пустелею, яка охоплювала території кількох штатів. Нинішнє глобальне потепління може зробити клімат регіону більш нестабільним. Внаслідок збільшення частоти пожеж і посухи та посилення  вітрової ерозії прерії регіону можуть перетворитися на пустелю. Симуляції UCAR, що досліджують сумарне випаровування, підтверджують, що глобальне потепління може призвести до масштабної посухи в регіоні (нижче -15 за індексом посухи Палмера), що у багато разів сильніше, ніж у Техасі під час масштабних пилових бур 1930-х років.

## Флора
Рослинний покрив екорегіону представлений мішаними преріями, які за структурою рослинності та кількістю опадів посідають перехідне положення між більш вологими високотравними преріями, поширеними східніше, та більш сухими низькотравними преріями, поширеними західніше. У мішаних преріях Піщаних пагорбів Небраски переважає піщаний бородачник (Andropogon hallii), прерієвий піщаноочеретник (Calamovilfa longifolia), голко-ниткова ковила (Hesperostipa comata) та мітлистий бородачник (Schizachyrium scoparium). Внаслідок інтенсивного випасу худоби поширення бородачників та голко-ниткової ковили зменшується, а натомість прерієвий піщаноочеретник, шорстка грама (Bouteloua hirsuta) та піщаний спороболус (Sporobolus cryptandrus) стають більш поширеними. Серед видувів, на відкритому піску, ростуть ендемічні видувні бородоязичники (Penstemon haydenii). Ці рідкісні рослини зустрічаються лише в регіоні Сандгіллс та у подібних оселищах в центральній частині Вайомінгу. Вони стабілізують ґрунт там, де вітрова ерозія оголює голий пісок та формує видуви, однак коли інші види також починають колонізувати цю ділянку, бородоязичники на ній з часом зникають.
Більшість рослин, поширених в регіоні, є псамофітними (стійкими до піску) видами, що походять як з мішаних, так і з низькотравних ти високотравних прерій. Вони допомагають стабілізувати піщані дюни, створюючи екосистему, корисну для інших рослин та тварин. Загалом в екорегіоні зустрічається 720 видів рослин, з яких більшість є місцевими видами, і лише близько 7 % є екзотичними, що на половину менше, ніж у інших прерієвих екорегіонах. Більшість екзотичних видів є інвазивними бур'янами, які мають знищуватися землевласниками. Одним з видів, що загрожує екосистемі Піщаних пагорбів Небраски, є віргінський яловець (Juniperus virginiana). Ці дерева зростали в екорегіоні до прибуття американських колоністів, однак зустрічалися рідко, а їх чисельність контролювалася пожежами. Після початку колонізації Небраски люди почали масово висаджувати яловці у вигляді вітрозахисних лісосмуг, а також у Дні посадки дерев при заснуванні нових поселень. Згодом віргінські яловці почали формувати великі насадження, що призвело до колапсу екосистем на деяких ранчо.
Історично основними факторами порушень в екорегіоні виступали пожежі та випас американських бізонів (Bison bison), а наразі — випас великої рогатої худоби на великих ранчо, які охоплюють більшу частину екорегіону. Методи випасу худоби та землеустрою, які використовують власники ранчо, зменшують природну ерозію, що призводить до знищення деяких оселищ рослин.

## Фауна
Піщані пагорби Небраски є домом для 314 видів хребетних тварин. Серед поширених в екорегіоні ссавців, слід відзначити білохвостого оленя (Odocoileus virginianus), чорнохвостого оленя (Odocoileus hemionus), вилорога (Antilocapra americana), койота (Canis latrans), руду рись (Lynx rufus), звичайну лисицю (Vulpes vulpes), сіру лисицю (Urocyon cinereoargenteus), довгохвосту ласицю (Neogale frenata), смугастого скунса (Mephitis mephitis), східного плямистого скунса (Spilogale putorius), звичайного ракуна (Procyon lotor), американського борсука (Taxidea taxus), великовухого зайця (Lepus californicus), білохвостого зайця (Lepus townsendii), флоридського кролика (Sylvilagus floridanus), пустельного кролика (Sylvilagus audubonii) та прерієву мідицю (Sorex haydeni).
У преріях регіону зустрічаються різноманітні гризуни, зокрема чорнохвості лучні собачки (Cynomys ludovicianus), тринадцятисмугі ховрахи (Ictidomys tridecemlineatus), ховрахи Франкліна (Poliocitellus franklinii), плямисті ховрашки (Xerospermophilus spilosoma), рівнинні гофери (Geomys bursarius), щетинясті хом'якомишки (Chaetodipus hispidus), південні кактусові хом'яки (Neotoma micropus), рівнинні торбомиші (Perognathus flavescens), шовковисті торбомиші (Perognathus flavus), прерієві полівки (Microtus ochrogaster), прерієві врожайниці (Reithrodontomys montanus), білочереві коникоїдки (Onychomys leucogaster), кенгурові стрибуни Орда (Dipodomys ordii), лисячі вивірки (Sciurus niger) та канадські голкошерсти (Erethizon dorsatum).
Колись по високотравним преріям регіону блукали стада рівнинних бізонів (Bison bison bison) та манітобських вапіті (Cervus canadensis manitobensis), на яких полювали рівнинні вовки (Canis lupus nubilus). Всі ці види були винищені в регіоні, однак бізони та вапіті пізніше були реінтродуковані в заповідниках.
Серед поширених в екорегіоні птахів слід відзначити рідкісного лучного тетерука (Tympanuchus cupido), манітобського тетерука (Tympanuchus phasianellus), прерієвого канюка (Buteo swainsoni), королівського канюка (Buteo regalis), американського сича (Athene cunicularia), батрамію (Bartramia longicauda), рогатого жайворонка (Eremophila alpestris), прерієвого багновця (Ammodramus savannarum), потюка (Chondestes grammacus), корибіга (Calamospiza melanocorys), чорногрудого подорожника (Calcarius ornatus), західного шпаркоса (Sturnella neglecta) та лускуна (Spiza americana).
Численні водойми регіону щороку стають місцем відпочинку для багатьох водоплавних та коловодних птахів, які мігрують Центральним пролітним шляхом. Тут зустрічаються канадські журавлі (Antigone canadensis), білолобі гуски (Anser albifrons), лебеді-трубачі (Cygnus buccinator), американські чирянки (Anas carolinensis), американські свищі (Mareca americana) тощо.
Герпетофауна регіону включає рівнинну ропуху (Anaxyrus cognatus), ропуху Вудхауса (Anaxyrus woodhousi), рівнинного лопатонога (Spea bombifrons), смугасту тигрову саламандру (Ambystoma mavortium), північного багатосмугого сцинка (Plestiodon multivirgatus), шестисмугого батогохвоста (Aspidoscelis sexlineatus), малу безвуху ящірку (Holbrookia maculata), рівнинну чорноголову змію (Tantilla nigriceps), рівнинну підв'язкову змію (Thamnophis radix), гоферову змію (Pituophis catenifer), прерієвого гримучника (Crotalus viridis) та колючу м'якотілу черепаху (Apalone spinifera). 
У Сандгіллсі зустрічається багато комах, зокрема бабок, коників та комарів, а також багато павуків. Через наявність великої кількості теплих, застійних, лужних та прісноводних озер по всьому регіону, а також інших водно-болотних угідь, популяції комарів значно зростають протягом літніх місяців.

## Історія
Закріплені піщані дюни Сандгіллсу тривалий час вважалися частиною Великої американської пустелі, непридатної до використання у сільському господарстві. У 1870-х роках скотарі почали відкривати їхній потенціал як пасовищ для великої рогатої худоби породи лонгхорн.
Крихкість піщаного ґрунту робить територію Піщаних пагорбів Небраски непридатною для вирощування сільськогосподарських культур. Спроби зайнятися сільським господарством здійснювалися в регіоні наприкінці 1870-х років і знову приблизно в 1890 році. Закон Кінкейда 1904 року дозволяв власникам гомстедів вимагати 640 акрів (260 га) землі замість 160 акрів (65 г), дозволених Законом про гомстеди 1862 року. Майже дев'ять мільйонів акрів (36 000 км²) були передані у власність "кінкейдерам" між 1910 і 1917 роками. Деякі з нових власників землі, зокрема мешканці Де-Вітті, найбільшого чорношкірого поселення Небраски, намагалися зайнятися сільським господарством, але ці спроби загалом провалилися. Багато з найбільших ранчо розпалися приблизно в той же час через появу правил, що заборонили огороджувати федеральні пасовищні землі.
У XXI столітті в регіоні Сандгіллс переважає скотарство: тут утримуються понад 530 000 голів великої рогатої худоби. У сучасну епоху тут відбувся певний розвиток землеробства завдяки появі технологій кругового зрошування. Загалом густота населення в регіоні невелика, а кількість населення скорочується, оскільки люди все більше виїжджають до міст.

## Збереження
Екорегіон мішаних прерій Піщаних пагорбів Небраски є найбільш збереженим екорегіоном прерій у Північній Америці. За оцінками, понад 85 % рослинного покриву регіону залишаються незайманими. Дуже мало ділянок прерій були розорані, переважно на сході регіону, де поширене кругове зрошування. Незаймані прерії регіону характеризуються надзвичайно низьким рівнем фрагментації, порівняно з рештою Великих рівнин.
Оцінка 2017 року показала, що 948 км², або 2 % екорегіону, є заповідними територіями. Природоохоронні території включають: Національний природний заповідник Валентайн, Національний природний заповідник озера Кресент, Національний природний заповідник Форт-Ніобрара, Заповідник долини Ніобрари та Державний парк водоспаду Сміт в Небрасці.